# Monnington on Wye
Monnington on Wye är en by i civil parish Brobury with Monnington on Wye, i grevskapet Herefordshire, i England. Byn är belägen 14 km från Hereford. Monnington on Wye var en civil parish fram till 1987 när blev den en del av Brobury with Monnington on Wye. Civil parish hade 64 invånare år 1961. Byn nämndes i Domedagsboken (Domesday Book) år 1086, och kallades då Manitune.